# Cylance Pro Cycling (equip femení)
El Cylance Pro Cycling (codi UCI: CPC) és un equip ciclista femení estatunidenc. Creat al 2016 ja amb categoria UCI Women's Team. És la secció femenina de l'equip Cylance Pro Cycling.

## Classificacions UCI

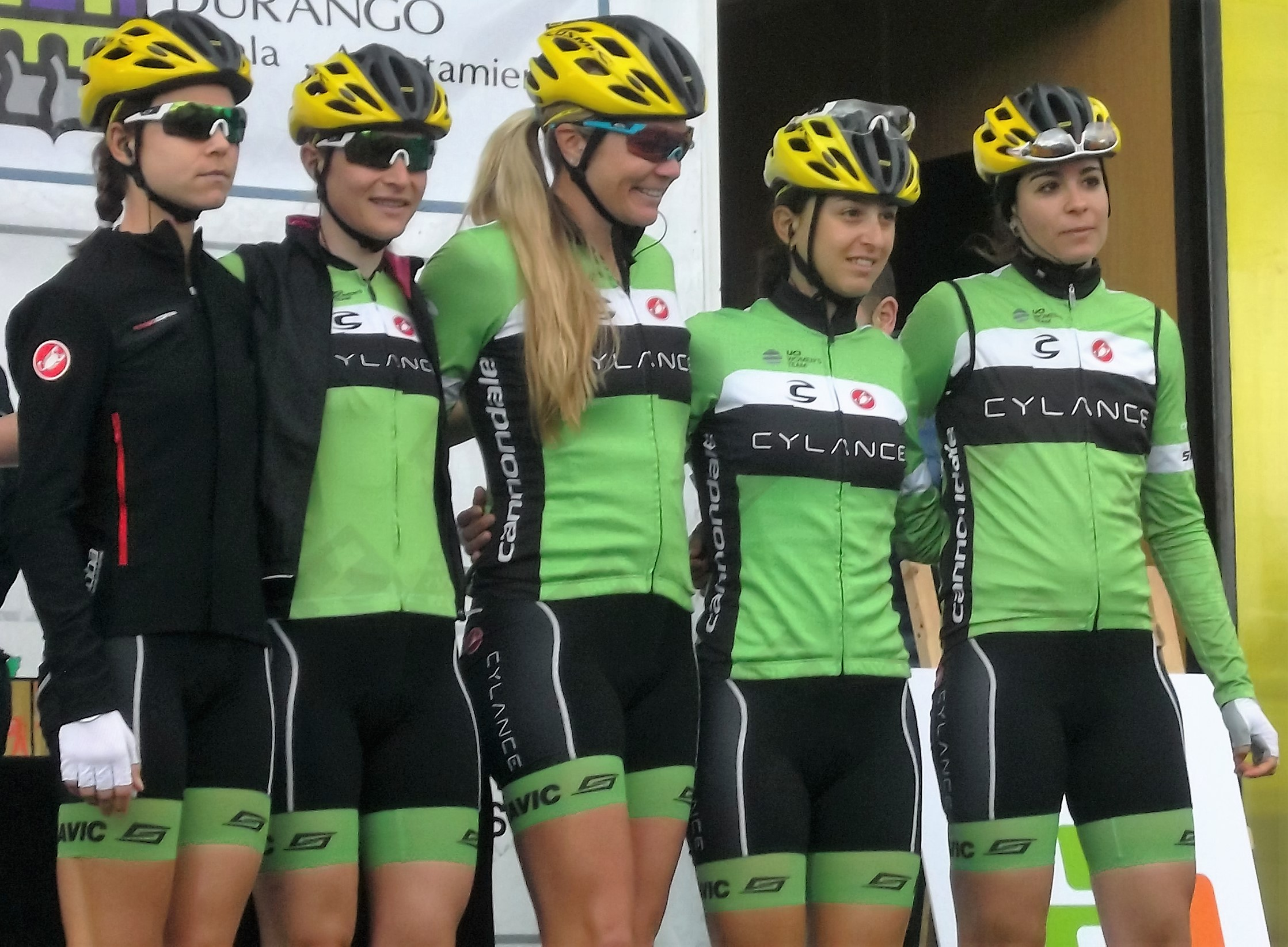
L'equip al 2016

Aquesta taula mostra la plaça de l'equip a la classificació de la Unió Ciclista Internacional a final de temporada i també la millor ciclista en la classificació individual de cada temporada.
| Temporada | Classificació per equips | Millor ciclista en la classificació individual |
| --------- | ------------------------ | ---------------------------------------------- |
| 2016      | 12è                      | Carmen Small (30a)                             |
| 2017      | 10è                      | Kirsten Wild (26a)                             |

A partir del 2016, l'equip participa a l'UCI Women's WorldTour
| Temporada | Classificació per equips | Millor ciclista en la classificació individual |
| --------- | ------------------------ | ---------------------------------------------- |
| 2016      | 11è                      | Carmen Small (19a)                             |
| 2017      | 9è                       | Kirsten Wild (15a)                             |

## Composició de l'equip
| \| Llista de l'equip 2016 \| Llista de l'equip 2016 \| Llista de l'equip 2016 \| Llista de l'equip 2016 \| \| Ciclista \| Data de naixement \| Equip previ \| \| \| --------------------------------- \| ---------------------- \| ------------------------------------- \| ---------------------- \| \| Rachele Barbieri \| 21 de febrer de 1997 \| \| \| \| Kathryn Bertine \| 11 de maig de 1975 \| BMW p/b Happy Tooth Dental (2015) \| \| \| Kristabel Doebel-Hickok \| 28 de abril de 1989 \| Tibco-Silicon Valley Bank (2015) \| \| \| Sheyla Gutiérrez Ruiz \| 1 de gener de 1994 \| Lointek (2015) \| \| \| Shelley Olds \| 30 de setembre de 1980 \| Alé Cipollini (2015) \| \| \| Rossella Ratto \| 20 de octubre de 1993 \| Inpa Sottoli Bianchi Giusfredi (2015) \| \| \| Valentina Scandolara \| 1 de maig de 1990 \| Orica-AIS (2015) \| \| \| Doris Schweizer \| 28 de agost de 1989 \| Bigla (2015) \| \| \| Carmen Small (1 de jul–31 de des) \| 22 de abril de 1980 \| Cervélo Bigla (2016) \| \| \| Alison Tetrick \| 4 de abril de 1985 \| Optum-Kelly Benefit Strategies (2015) \| \| \| Erica Zaveta \| 6 de setembre de 1989 \| BMW p/b Happy Tooth Dental (2015) \| \| \| \| \| \| \| \| Font: UCI \| \| \| \| |                        |                                       |  |
| Llista de l'equip 2016 |                        |                                       |  |
| Ciclista | Data de naixement      | Equip previ                           |  |
| Rachele Barbieri | 21 de febrer de 1997   |                                       |  |
| Kathryn Bertine | 11 de maig de 1975     | BMW p/b Happy Tooth Dental (2015)     |  |
| Kristabel Doebel-Hickok | 28 de abril de 1989    | Tibco-Silicon Valley Bank (2015)      |  |
| Sheyla Gutiérrez Ruiz | 1 de gener de 1994     | Lointek (2015)                        |  |
| Shelley Olds | 30 de setembre de 1980 | Alé Cipollini (2015)                  |  |
| Rossella Ratto | 20 de octubre de 1993  | Inpa Sottoli Bianchi Giusfredi (2015) |  |
| Valentina Scandolara | 1 de maig de 1990      | Orica-AIS (2015)                      |  |
| Doris Schweizer | 28 de agost de 1989    | Bigla (2015)                          |  |
| Carmen Small (1 de jul–31 de des) | 22 de abril de 1980    | Cervélo Bigla (2016)                  |  |
| Alison Tetrick | 4 de abril de 1985     | Optum-Kelly Benefit Strategies (2015) |  |
| Erica Zaveta | 6 de setembre de 1989  | BMW p/b Happy Tooth Dental (2015)     |  |
| |                        |                                       |  |
| Font: UCI |                        |                                       |  |

| \| Llista de l'equip 2017 \| Llista de l'equip 2017 \| Llista de l'equip 2017 \| Llista de l'equip 2017 \| \| Ciclista \| Data de naixement \| Equip previ \| \| \| ----------------------- \| ---------------------- \| ------------------------------------- \| ---------------------- \| \| Kaitlin Antonneau \| 1 de gener de 1992 \| Cylance (2017) \| \| \| Rachele Barbieri \| 21 de febrer de 1997 \| \| \| \| Kristabel Doebel-Hickok \| 28 de abril de 1989 \| Tibco-Silicon Valley Bank (2015) \| \| \| Sheyla Gutiérrez Ruiz \| 1 de gener de 1994 \| Lointek (2015) \| \| \| Małgorzata Jasińska \| 18 de gener de 1984 \| Alé Cipollini (2016) \| \| \| Danielle King \| 21 de novembre de 1990 \| Wiggle High5 (2016) \| \| \| Willeke Knol \| 10 de abril de 1991 \| Lotto Soudal Ladies (2016) \| \| \| Joëlle Numainville \| 20 de novembre de 1987 \| Cervélo Bigla (2016) \| \| \| Rossella Ratto \| 20 de octubre de 1993 \| Inpa Sottoli Bianchi Giusfredi (2015) \| \| \| Marta Tagliaferro \| 4 de novembre de 1989 \| Alé Cipollini (2016) \| \| \| Alison Tetrick \| 4 de abril de 1985 \| Optum-Kelly Benefit Strategies (2015) \| \| \| Kirsten Wild \| 15 de octubre de 1982 \| Hitec Products (2016) \| \| \| Erica Zaveta \| 6 de setembre de 1989 \| BMW p/b Happy Tooth Dental (2015) \| \| \| \| \| \| \| \| Font: ProCyclingStats \| \| \| \| |                        |                                       |  |
| Llista de l'equip 2017 |                        |                                       |  |
| Ciclista | Data de naixement      | Equip previ                           |  |
| Kaitlin Antonneau | 1 de gener de 1992     | Cylance (2017)                        |  |
| Rachele Barbieri | 21 de febrer de 1997   |                                       |  |
| Kristabel Doebel-Hickok | 28 de abril de 1989    | Tibco-Silicon Valley Bank (2015)      |  |
| Sheyla Gutiérrez Ruiz | 1 de gener de 1994     | Lointek (2015)                        |  |
| Małgorzata Jasińska | 18 de gener de 1984    | Alé Cipollini (2016)                  |  |
| Danielle King | 21 de novembre de 1990 | Wiggle High5 (2016)                   |  |
| Willeke Knol | 10 de abril de 1991    | Lotto Soudal Ladies (2016)            |  |
| Joëlle Numainville | 20 de novembre de 1987 | Cervélo Bigla (2016)                  |  |
| Rossella Ratto | 20 de octubre de 1993  | Inpa Sottoli Bianchi Giusfredi (2015) |  |
| Marta Tagliaferro | 4 de novembre de 1989  | Alé Cipollini (2016)                  |  |
| Alison Tetrick | 4 de abril de 1985     | Optum-Kelly Benefit Strategies (2015) |  |
| Kirsten Wild | 15 de octubre de 1982  | Hitec Products (2016)                 |  |
| Erica Zaveta | 6 de setembre de 1989  | BMW p/b Happy Tooth Dental (2015)     |  |
| |                        |                                       |  |
| Font: ProCyclingStats |                        |                                       |  |